# Grammoplites
Grammoplites – rodzaj ryb skorpenokształtnych z rodziny płaskogłowowatych.

## Klasyfikacja
Gatunki zaliczane do tego rodzaju:
- Grammoplites knappi
- Grammoplites scaber
- Grammoplites suppositus